# وجبة أطفال

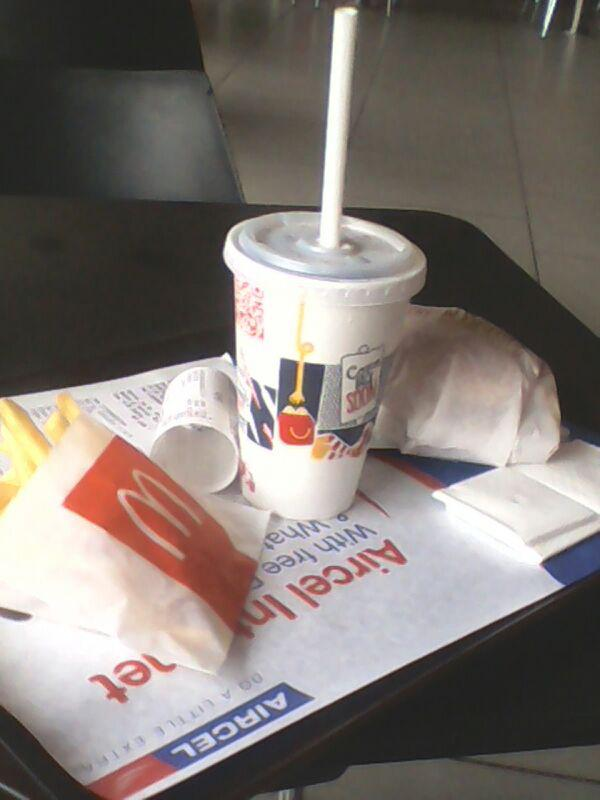
وجبة هابي ميل من مطعم ماكدونالدز.

وجبة أطفال هي وجبة سريعة يتم تسويقها خصيصاً للأطفال تأتي معظم وجبات الأطفال في أكياس ملونة أو صندوق كرتون مرسوم عليه صور لأنشطة/ألعاب وفي الغالب يحتوي الصندوق على لعبة بداخله. في الغالب تتكون الوجبة من من هامبرغر أو دجاج ناجتس، طبق جانبي ومشروب غازي.